# Le Grand Bilan
Le Grand Bilan est le 15e épisode de la saison 2 de la série télévisée Angel.

## Synopsis
Angel cherche des informations sur un « bilan » qui inquiète des employés de Wolfram & Hart. Il demande de l'aide à Kate Lockley mais celle-ci fait l'objet d'une enquête de la part de ses supérieurs et refuse. Angel se tourne alors vers Lorne, qui lui apprend qu'un des Associés principaux de Wolfram & Hart va bientôt venir sur Terre et qu'il peut être tué à cette occasion. Pour trouver des renseignements qui lui manquent, Angel se rend chez ses anciens employés pour récupérer un livre. Cordelia refuse de le lui donner mais Wesley, qui se remet de sa blessure par balle (voir l'épisode L'Ordre des morts-vivants), voit qu'Angel est prêt à l'obtenir de force et le lui donne. Plus tard, le libraire Denver est sur le point de donner à Angel un gant qui lui permettra de s'emparer de la bague de l'Associé principal (qui ouvre un passage vers l'enfer). Mais Darla tue Denver et s'empare du gant. 
Kate Lockley est renvoyée de la police en raison de son implication dans plusieurs affaires non résolues. Virginia Bryce arrête sa relation avec Wesley car elle ne supporte pas les dangers qu'il court. Angel retrouve Darla dans les locaux de Wolfram & Hart lors de la soirée du bilan et lui reprend le gant. L'Associé principal se matérialise et Angel le tue grâce au pouvoir du gant. Projeté à travers une fenêtre, Angel met la bague à son doigt dans le but d'aller en enfer pour tuer les autres Associés principaux. Un ascenseur s'ouvre devant lui. Holland Manners, toujours lié par contrat à la firme même après sa mort, invite Angel à entrer dans l'ascenseur, qui descend dans les sous-sols de Wolfram & Hart. Après une discussion avec Manners, Angel revient à son point de départ : l'enfer n'est autre que la Terre. Pendant ce temps, Kate Lockley compte se suicider en mélangeant alcool et médicaments, Wesley rumine sur sa rupture, Gunn a quitté l'agence car il n'y a pas assez de clients et Cordelia se dirige droit dans un piège tendu par un démon. De son côté, Angel est désespéré par ce qu'il a appris et trouve Darla qui l'attend à l'hôtel Hyperion. Il fait l'amour avec elle.

## Statut particulier
Dans cet épisode, Angel atteint le point le plus bas de « sa misère existentielle » après avoir appris que l'Enfer est sur Terre. Noel Murray, du site The A.V. Club, estime que cet épisode représente avec celui qui le suit directement le point culminant de la saison, deux épisodes « magnifiquement scénarisés et rythmés et interprétés avec une grande intensité », le Grand Bilan étant « passionnant mais aussi profondément triste ». Pour Ryan Bovay, du site Critically Touched, qui lui donne la note maximale de A+, c'est le « deuxième épisode le plus sombre de toute la série après Libération », le scénario faisant « monter la tension jusqu'à un niveau insoutenable avant de la faire retomber de la plus choquante et imprévisible des façons » avec le retour de Holland Manners qui délivre son message à l'occasion d'une scène donnant une « représentation du mal effrayante par sa précision ».

## Distribution

### Acteurs crédités au générique
- David Boreanaz : Angel
- Charisma Carpenter : Cordelia Chase
- Alexis Denisof : Wesley Wyndam-Pryce
- J. August Richards : Charles Gunn

### Acteurs crédités en début d'épisode
- Elisabeth Röhm : Kate Lockley
- Christian Kane : Lindsey McDonald
- Andy Hallett : Lorne
- Stephanie Romanov : Lilah Morgan
- Sam Anderson : Holland Manners
- Brigid Brannagh : Virginia Bryce
- Gerry Becker : Nathan Reed
- Thomas Kopache : Denver
- Julie Benz : Darla